# 尤倫 (明尼蘇達州)
尤倫（英語：Ulen，/ˈjuːlən/ YOO-lən）是一個位於美國明尼蘇達州克萊縣的城市。

## 人口
根據2020年美國人口普查的數據，尤倫的面積為2.77平方千米，當中陸地面積為2.77平方千米，而水域面積為0.00平方千米。當地共有人口476人，而人口密度為每平方千米172人。